# The Professionals (Band)
The Professionals war die Punkband der beiden ehemaligen Sex-Pistols-Musiker Steve Jones und Paul Cook, die von 1979 bis 1982 existierte.

## Vorgeschichte (1978 bis 1979)
Nach der Auflösung ihrer vorherigen Band Sex Pistols am 17. Januar 1978 blieben Gitarrist Steve Jones und Schlagzeuger Paul Cook unter Vertrag beim Sex-Pistols-Manager Malcolm McLaren und wirkten an seinem Kinofilm über die Sex Pistols „The Great Rock'n'Roll Swindle“ mit.
Während eines Gerichtsverfahrens, das Sex-Pistols-Sänger Johnny Rotten gegen McLaren angestrengt hatte, erfuhren Cook und Jones am 13. Februar 1979, dass McLaren ohne ihr Wissen £ 90.000 ihrer Tantiemen und Vorschüsse für den Film verwendet hatte, und beendeten die Zusammenarbeit mit ihm. Der Managementvertrag mit McLaren wurde nach insgesamt drei Jahren zum 20. September 1979 gekündigt. Ihr neuer Manager wurde danach Fachtna O’Kelly (unter anderem The Boomtown Rats).
Laut Gerichtsurteil vom 14. Februar 1979 wurden im Rahmen eines Insolvenzverfahrens sämtliche vorhandenen und zukünftig eingehenden Gelder der Sex Pistols und des Kinofilms einem Treuhänder unterstellt, eine Situation, die erst in einem weiteren Gerichtsverfahren im Januar 1986 beendet wurde. Cook und Jones waren also bis auf weiteres ohne Einkünfte und darauf angewiesen, eine neue Band auf die Beine zu stellen.

## Bandgeschichte (1979 bis 1982)
Am 13. Oktober 1979 brachte die Musikzeitschrift NME die Meldung, Cook und Jones arbeiteten mit dem Bassisten Andy Allen an einem neuen Sex-Pistols-Studioalbum. Die Aufnahmen fanden im The Barge Studio statt, einem umgebauten Hausboot auf dem Regent’s Canal, von den geplanten 12 oder 13 Songs seien mehrere (Just Another Dream, Madhouse, Skulls and Crossbones, Kamikaze und Rockin' Mick) bereits fast fertiggestellt.
Manager Fachtna O’Kelly dementierte am 20. Oktober 1979 im Melody Maker, dass es sich um Albumaufnahmen handele, es würden in Wirklichkeit nur Demos angefertigt. O’Kelly stritt außerdem ab, dass man den Namen Sex Pistols verwenden werde, und fügte scherzhaft hinzu, dass man überlege, sich The Bollock Brothers oder The Swindle Singers zu nennen.
Zwei erste neue Songs (Here We Go Again und Black Leather) tauchten Anfang Dezember 1979 auf einer japanischen Sex-Pistols-Compilation namens The Very Best Of Sex Pistols And We Don't Care auf.
Im Januar 1980 veröffentlichte das Fanzine Zigzag (Ausgabe Nr. 97) ein Interview mit Cook und Jones. Dem Journalisten Robin Banks wurde dabei eine Musikkassette mit den Rohmixen von 10 Songs vorgespielt.
Richard Branson, Inhaber des Plattenlabels Virgin Records, schlug dem ehemaligen Sex Pistols- und nunmehrigen PIL-Sänger Johnny Rotten bei einem Treffen vor, mit PIL zu pausieren und wieder mit Cook und Jones zusammenzuarbeiten. Rotten lehnte dies strikt ab: „Er hatte da ein Tape das Steve und Paul ihm geschickt hatten, und der Plan war daß ich über diesen Ramones-Abklatsch drübersingen sollte. Sie wollten sich The Professionals nennen. Nichts da. Es war sehr schlechte Musik, mit einem Riesenhaufen Geld als Köder. Ich wäre lieber tot umgefallen.“
Am 9. Juli 1980 wurde schließlich unter dem Bandnamen The Professionals die erste Single Just Another Dream veröffentlicht.
Zunächst für den 22. August 1980 wurde das fertige Studioalbum The Professionals mit 10 Songs angekündigt, die Veröffentlichung dann jedoch verschoben. Die Tracklist lautete:
- A-Seite: Little Boys In Blue / Just Another Dream / Mods,Skins,Punks / Kick Down The Doors / Kamikaze
- B-Seite: All The Way With You / Crescendo / 1-2-3 / Madhouse / Rockin' Mick

Am 2. Oktober 1980 folgte die zweite Single 1-2-3, die es auf Platz 43 in den britischen Charts schaffte.
Im Oktober 1980 wurde Bassist Andy Allen durch das ehemalige Subway-Sect-Mitglied Paul Myers ersetzt, mit Ray McVeigh wurde außerdem ein zweiter Gitarrist in die Band geholt. Allen legte juristische Schritte ein, so dass das mit ihm eingespielte Studioalbum ad acta gelegt wurde. Auch eine für den 20. November 1980 angekündigte dritte Single Join The Professionals wurde wieder abgesagt.
Die neue Bandbesetzung nahm am 3. November 1980 für die Sendung des BBC-Radio-DJs John Peel eine Studiosession auf (Join The Professionals, All The Way With You, Crescendo und Kick Down The Doors), die am 10. November 1980 ausgestrahlt wurde.
Eine zweite Radiosession, diesmal für den BBC-Radio-DJ Mike Read (Madhouse, Crescendo, Defiant und Kick Down The Doors), wurde am 15. Dezember 1980 gesendet.
Am 16. Dezember 1980 hatten die Professionals im Boat Club in Nottingham ihren ersten Liveauftritt.
Am 27. Mai 1981 wurde die dritte Single Join The Professionals mit sechsmonatiger Verspätung veröffentlicht.
Danach begann die Band in den Surrey Sound Studios in Leatherhead mit Siouxsie-and-the-Banshees-Produzent Nigel Gray mit der Neuaufnahme des verworfenen Studioalbums.
Am 26. September 1981 traten die Professionals auf einem Festival in Leeds auf, im Oktober und November 1981 folgte eine US-Tournee. Am 5. November 1981 wurden Cook, McVeigh und Myers auf dem Weg nach Minneapolis in einen Autounfall verwickelt, McVeigh brach sich die Hand, Myers erlitt eine Rückenwirbel- und eine Beinfraktur. Die Band musste eine halbjährige Zwangspause einlegen.
Am 6. November 1981 wurde die Single The Magnificent veröffentlicht (ein Song, den Steve Jones über Johnny Rotten geschrieben hatte), am 13. November 1981 folgte schließlich mit fast eineinhalbjähriger Verspätung das erste Studioalbum unter dem Titel I Didn't See It Coming. Das Album erhielt fast einhellig schlechte Kritiken in der Musikpresse.
Nachdem sich Myers von seinen Verletzungen erholt hatte, gingen die Professionals von April bis Juni 1982 auf Tournee durch die USA und Kanada. Nach dem letzten Konzert im Ritz in New York flog die Band zurück nach England, während Steve Jones beschloss in den USA zu bleiben. Damit hatte sich die Band aufgelöst.

## Bandgeschichte nach 1982
Ende 1990 veröffentlichte ein kleines englisches Independent-Label ein Album mit Songs des unveröffentlichten Studioalbums, allerdings in schlechter Soundqualität.
1997 wurden die meisten Songs des unveröffentlichten Studioalbums auf der Compilation-CD The Professionals offiziell veröffentlicht.
2001 erschien das unveröffentlichte Studioalbum als illegales Vinylbootleg in exzellenter Soundqualität und mit perfekt reproduziertem Original-Artwork.
2009 tauchte Ex-Bassist Andy Allen als Gastmusiker auf drei Songs des neuen Albums von Tenpole Tudor (Made It This Far) wieder auf.
2017 veröffentlichte die Band mit What in the world ein neues Album bei Metalville.

## Soloaktivitäten von Cook und Jones (1978 bis 1982)
Nach dem Ende der Sex Pistols arbeiteten Paul Cook und Steve Jones zunächst am Soundtrack zu Malcolm McLarens Film The Great Rock'n'Roll Swindle und wirkten auch in dem Film mit. Sie arbeiteten aber auch mit einer Vielzahl namhafter Musiker zusammen.
- 25. März und 22. April 1978 (The Speakeasy, Westminster): Cook und Jones treten live mit Johnny Thunders auf, beim April-Konzert stellen sie einen neuen Song Black Leather vor.
- Mai 1978 (Rockfield Studios, Monmouth): Cook und Jones nehmen mit Produzent Dave Goodman dessen Song Justifiable Homicide auf, der unter dem Namen Dave Goodman and Friends Ende August 1978 als Single veröffentlicht wird.
- 25. Mai 1978 (Shepperton Studios): Cook und Jones sind als geladene Gäste im Publikum beim Comeback-Konzert von The Who.
- Juni 1978 (Island Recording Studios, Hammersmith): Cook und Jones spielen auf 5 Songs von Johnny Thunders erstem Soloalbum So Alone, das am 6. Oktober 1978 veröffentlicht wird.
- 13. Juli 1978 (BBC Television Centre, London): Top of the Pops strahlen ein Video der neuen Boomtown Rats-Single aus. Ursprünglich hatte die Band eine Version des Videos eingereicht, in dem Paul Cook anstelle von Bob Geldof den Sänger mimt, die BBC bemerkt den Scherz jedoch rechtzeitig.
- 12., 13., 25., 26. und 27. Juli 1978 (Birmingham, Blackburn und London): Jones tritt als Gastgitarrist auf fünf Clash-Konzerten auf.
- 29. Juli 1978 (Electric Ballroom, Camden): Jones und Cook treten zusammen mit Thin-Lizzy-Musikern unter dem Namen The Greedy Bastards auf.
- 22. September 1978 (Whisky A Go Go, Los Angeles): Jones tritt als Gastgitarrist auf einem Konzert der Runaways auf. Er überlässt ihnen den Song Black Leather für das Album And Now... The Runaways, das gerade in Los Angeles aufgenommen wird.
- 9. und 10. Oktober 1978 (Different Fur Studios, San Francisco): Jones produziert vier Songs (The American In Me, White Nigger, Uh Oh und Second To None) der Avengers, von denen drei im Januar 1980 auf der The American In Me-Single veröffentlicht werden. Er überlässt ihnen den Song Second To None, den die Professionals 1980 unter dem Titel 1-2-3 als Single veröffentlichen.
- 12. Oktober 1978 (Lyceum Theatre, Westminster): Cook und Jones treten als Gastmusiker mit Johnny Thunders' All Stars auf.
- 16., 21. und 22. Dezember 1978 (London und Dublin): Cook und Jones treten zusammen mit Thin-Lizzy-Musikern unter dem Namen The Greedies auf.
- 27. Dezember 1978 (Rainbow Theatre, Finsbury Park): Cook und Jones treten als Gäste bei einem Konzert von Sham 69 auf.
- 3. Februar 1979: Jones und Cook wollen an diesem Tag nach New York fliegen, um dort mit der Arbeit an einem Sid-Vicious-Soloalbum zu beginnen, doch Sid Vicious stirbt einen Tag vorher.
- Anfang 1979 (Wessex Studios, Highbury): Cook produziert die Single Be Like Me von The Physicals und spielt auch Schlagzeug. Die Single wird 1980 veröffentlicht.
- 31. März 1979 (New Theatre, Oxford): Jones als Gastgitarrist bei einem Thin-Lizzy-Konzert.
- Anfang April 1979 (Chappell Studios, Mayfair): Cook und Jones nehmen drei Songs mit Joan Jett auf (You Don't Owe Me und eine erste Version von I Love Rock'n Roll werden Jetts erste Solosingle, die im September 1979 in Holland erscheint, und Don't Abuse Me wird am 17. Mai 1980 auf Jetts gleichnamigem ersten Soloalbum veröffentlicht).
- 2. Juni 1979: NME berichtet, dass Jones und Cook mit Chrissie Hynde eine Version des Ronettes-Songs Do I Love You? aufgenommen haben. Der Song bleibt unveröffentlicht, eine Demo-Kassette wird im April 2008 aber bei eBay versteigert.
- 29. Juni 1979 (Apollo, Glasgow): Cook und Jones treten als Gäste bei einem Konzert von Sham 69 auf. Ihre Liveversion von What Have We Got? erscheint im September 1979 auf dem neuen Sham 69-Album The Adventures Of Hersham Boys, das komplette Konzert 2001 als Sham Pistols - Sham's Last Stand.
- Mitte Juli 1979: Pete Townshend beginnt in London mit den Aufnahmen zu seinem Soloalbum Empty Glass. Jones und Cook waren als Gastmusiker eingeladen worden, hatten aber abgelehnt. Townshend widmet den Song Rough Boys den Sex Pistols.
- Anfang August 1979 (The Sound Suite, Camden): Jones produziert die zweite Single von The Wall Exchange, die im September 1979 veröffentlicht wird.
- 19. August 1979 (The Manor Studio, Shipton-on-Cherwell): Jones und Cook brechen eine gemeinsame Studiosession mit Sham-69-Sänger Jimmy Pursey ab. Vier gemeinsam aufgenommene Songs (Natural born killer, You and me, Trainspotter und Individual) bleiben unveröffentlicht und tauchen im Januar 2010 auf der Bootleg-LP Natural Born Killer auf.
- Mitte September 1979: Siouxsie and the Banshees bieten Jones und Cook an fest bei ihnen einzusteigen, Jones wäre interessiert, Cook lehnt strikt ab. Die Banshees finden anderweitig Ersatz.
- 17. Oktober 1979 (The Moonlight Club, London): Cook und Jones als Gastmusiker bei einem Konzert von Tenpole Tudor, The Great Rock 'n' Roll Swindle und Rock Around The Clock werden gespielt. Am 27. Oktober 1979 meldet die Musikpresse, dass Jones ihre Debütsingle Real Fun/What's In A Word für Korova Records produzieren wird, dies wird aber letztendlich von Mott the Hoople/Generation X-Produzent Gary Edwards übernommen.
- 1. Dezember 1979: Veröffentlichung der Single A Merry Jingle von The Greedies (Cook und Jones mit Thin-Lizzy-Musikern). The Greedies treten am 20. Dezember 1979 bei Top of the Pops auf und am 31. Dezember 1979 in einer TV-Sylvestershow.
- 25. Dezember 1979 (Studio 21, London): Cook und Jones absolvieren einen kurzen Gastauftritt auf einer Weihnachtsfeier in der Londoner Disco Studio 21. Auf der Bühne angekündigt als Sex Pistols, spielen sie mit Billy Idol als Sänger und Youth am Bass vier Songs live (Slippin' n' Slidin', Roadrunner, No Fun und Bodies).[1] Die britische Punkband The Bollock Brothers veröffentlicht im Jahre 1986 ein Album 77-78-79 und behauptet, Aufnahmen des Auftritts für dieses Album benutzt zu haben, was aber tatsächlich nicht der Fall ist.
- März bis April 1980 (Vancouver, Kanada): Cook und Jones bei Dreharbeiten zu dem Film Ladies and Gentlemen: The Fabulous Stains, der 1981 in die Kinos kommt. Für ein geplantes Soundtrack-Album werden mit Ray Winstone (Gesang) und Paul Simonon (Bass) vier Songs aufgenommen (Join The Professionals, Conned Again, La La La und Don't Blow It All The Way), das Album bleibt aber unveröffentlicht.
- 31. März 1980: Veröffentlichung der Single Psychedelic Musik von The Lightning Raiders, Andy Allens Band. Cook und Jones spielen auf der Single, Jones produziert. Aufgenommen in den Wessex Studios in Highbury.
- 29. Mai 1980 (Surrey Sound Studios, Leatherhead): Jones spielt Gitarre auf zwei Songs (Paradise Place und Skin) des Siouxsie-and-the-Banshees-Albums Kaleidoscope, das im August 1980 veröffentlicht wird.
- September 1980 (AIR Studios, Mayfair): Jones spielt Gastgitarre auf drei Songs von Generation X (Dancing With Myself, Untouchables und Rock On), die 1980/81 veröffentlicht werden.
- Juni 1981: Cook produziert die Single Aie A Mwana von Bananarama, die über dem Proberaum der Professionals wohnen. Die Single wird im September 1981 veröffentlicht.
- Sommer 1982 (New York): Jones steuert Gitarre zu drei Songs (Onward, Sell Out und Kill For Cash) des ersten Studioalbums von Kraut An Adjustement To Society bei, das am 28. Februar 1983 veröffentlicht wird. Er tritt auch öfters mit der Band auf.
- 1. September 1982 (The Peppermint Lounge, New York): Jones sowie Mick Jones und Terry Chimes von The Clash Gastmusiker bei einem Johnny-Thunders-Konzert.
- 19. September 1982 (The Peppermint Lounge, New York): erstes Konzert von Chequered Past, einer neuen Band die Jones mit Michael Des Barres und Blondie-Musikern erst vier Tage zuvor gegründet hat. Ende des Jahres 1982 zieht Jones nach Los Angeles um.

## Diskografie

### Alben
- I Didn't See It Coming (Virgin Records, November 1981)
- The Professionals Featuring Steve Jones And Paul Cook (Limited Edition Records, 1990)
- The Professionals (Virgin Records, Juni 1997)
- The Best Of The Professionals (Captain Oi! Records, Dezember 2005)
- What in the World  (Metalville (Rough Trade), Oktober 2017)

### Singles
- Just Another Dream/ Action Man (Virgin Records, Juli 1980)
- 1-2-3/ White Light White Heat; Baby I Don't Care (Virgin Records, Oktober 1980)
- Join The Professionals/ Has Anybody Got An Alibi? (Virgin Records, Mai 1981)
- The Magnificent/ Just Another Dream (Virgin Records, November 1981)